# Колюпановы
Колюпановы — древний дворянский род, жалованный поместьем (1600).
Потомство Семёна Колюпанова, пожаловано (1610) из поместья вотчиной в Алексинском уезде. 
Род внесён в VI часть родословной книги Тульской губернии.

## Описание герба
Щит разделён на четыре части, из них в первой части, в красном поле, находится золотой лев. Во второй части, в голубом поле, три серебряные шестиугольные звезды (изм. польский герб Гвязды). В третьей части, в голубом же поле, рука в серебряных латах с мечом. В четвёртой части, в красном поле, золотая крепость.
На щите дворянский коронованный шлем. Нашлемник: рука в серебряных латах со стрелой. Намёт на щите голубой, подложенный золотом. Герб рода Колюпановых внесен в Часть 7 Общего гербовника дворянских родов Всероссийской империи, стр. 33.

## Известные представители
- Колюпановы: Яков Семёнович и Яков Степанович - московские дворяне (1676-1677).
- Колюпановы: Семён Яковлевич и Андреян Иванович - стряпчие (1692)[2].